# Silvio Mirošničenko
Silvio Mirošničenko (Bad Schussenried, Njemačka, 1972.), hrvatski filmski redatelj, scenarist i montažer.

## Životopis
Rođen je 1972. godine u Bad Schussenriedu. Studirao je u Zagrebu na Akademiji dramske umjetnosti, na kojoj je diplomirao filmsku i TV-režiju i filmsku montažu. Redatelj je mnogih dokumentaraca za HRT te za neovisne producente. 
Dokumentarci su u mi prikazivani na najznačajnijim domaćim (Pula, Motovun, Dani hrvatskog filma, ZagrebDox) i svjetskim festivalima poput IDFA u Amsterdamu, Cinema du Reel u Parizu te Diorama International Film Festival u New Delhiju. Tri je puta bio predstavnik Hrvatske na Prix Europa u Berlinu (2002., 2003. te 2008.). Poneki od njegovih filmova prodani su renomiranim televizijama kao što je finska YLE i Maora TV iz Novog Zelanda. Jedan je od troje scenarista i asistent redatelja dječjeg igranog filma Duh u močvari, koji je ostvario veliku gledanost u hrvatskim kinima. Povremeno je pisao raznovrsne tekstove o filmu za mrežne portale koji se bave filmom, a objavio je i knjigu o kultnoj televizijskoj seriji TV Zagreb Kuda idu divlje svinje kojoj je naziv Subverzivna poetika Ive Štivičića i Ivana Hetricha.
Član je Društva hrvatskih filmskih redatelja.

## Filmografija
Izabrani filmovi:
- Bonny i Clyde na Glavnom kolodvoru, KKZ, Radio 101, ADU
- Ophodar pruge, HRT
- Prozor na život, ADU
- Marko, ADU
- Čuvar tegljača, Factum
- Franko Elek – Slike iz života jednog emigranta, ADU
- Dnevnik jednog skinsa, Factum
- Na putu straha, MIlva Film i video
- Božje pijanice, Factum
- Dubrovnik, Gorski film
- Blago krša (TV-serija: 3 x 30 minuta), HRT
- Prevareni, HRT
- Mama je mama, HRT
- Lica obilježena vremenom, HRT
- Snovi na peronu djetinjstva, Factum
- Edo Maajka – Sevdah o rodama, HRT
- Bijela kuga, Slavica Film za HRT
- Duh u močvari (2006.), Interfilm (scenarist i asistent redatelja)
- Most na kraju svijeta (dramaturg i asistent redatelja)
- Druga strana rock'n'rolla, HRT (scenarist i redatelj)
- Pod udarom cenzure, HRT
- Brda 21000 Split, Artizana
- Burza, HRT
- Punk mama, HRT
- Slike iz života ratnika, Artizana
- Krvava berba grožđa, Artizana
- Dnevnik Anice Marić, Vedis
- Bijela kuga, Slavica film za HRT
- Antikvarijat, Artizana
- Liga džentlmena, Hrvatski filmski savez
- Akcija đavolja greda, Bond Squad
- Surogat majka, OMG, Otvorena medjska grupacija
- Obalno šetalište, 4Film, Tesla Film
- Grandpa Guru, Točka kulture, Scena
- Čuvari duše grada, Bond Squad

## Nagrade i priznanja
Za svoj je dokumentarističke rad primio nagrade u Hrvatskoj i inozemstvu.
- Best Documentary Film Festival International train et cinema Lille, Francuska, 2004. – Ophodar pruge
- Nagrada za najbolji film DORF 2008., Vinkovci – Edo Maajka – Sevdah o rodama
- Nagrada za najbolju montažu, Dani hrvatskog filma 2008., Hrvatska – Edo Maajka – Sevdah o rodama
- Nagrada publike, Liburnija Film Festival, 2007. – Edo Maajka – Sevdah o rodama
- Nagrada za najbolji film, Liburnija Film Festival 2006. – Ophodar pruge
- Revija dokumentarnog filma FIBULA, Sisak, 2012. – Brda, 21000, Split
- Nagrada autoru za najviše prikazanih filmova na festivalu KRAF, Festival antiratnog filma, Kragujevac, 2012.
- Nagrada za najbolji film, Liburnija Film Festival 2005. – Čuvar tegljača
- Nagrada za najbolji scenarij, Festival religijskog filma, Trsat, 2014. – Bijela kuga
- SEE Film Festival – nagrada europskog žirija za najbolji dokumentarni film (ex aequo), 2023. – Obalno šetalište